# Aethiopia elongata
Aethiopia elongata är en skalbaggsart som beskrevs av Aurivillius 1911. Aethiopia elongata ingår i släktet Aethiopia och familjen långhorningar. Inga underarter finns listade i Catalogue of Life.